# Де Йонг, Йоханнес
Йоханнес де Йонг (нидерл. Johannes de Jong; 10 сентября 1885, Нес, Амеланд, Нидерланды — 8 сентября 1955, Амерсфорт, Нидерланды) — нидерландский кардинал. Титулярный архиепископ Русио и коадъютор, с правом наследования, Утрехта с 3 августа 1935 по 6 февраля 1936. Архиепископ Утрехта с 6 февраля 1936 по 8 сентября 1955. Кардинал-священник с 18 февраля 1946, с титулом церкви Сан-Клементе с 12 октября 1946.
В период немецкой оккупации Нидерландов де Йонг активно помогал Сопротивлению и выступал против нацистской политики. 26 июля 1942 года по указанию до Йонга священники всех католических церквей в Нидерландах зачитали пастырское письмо, осуждающее депортацию евреев. 21 июня 2021 года израильский Институт Катастрофы и героизма Яд ва-Шем посмертно удостоил его почётного звания «Праведник народов мира».